# Viridigona ponti
Viridigona ponti är en tvåvingeart som beskrevs av Stefan Naglis 2003. Viridigona ponti ingår i släktet Viridigona och familjen styltflugor. Inga underarter finns listade i Catalogue of Life.